# Caitlin Simmers
Caitlin Simmers est une surfeuse américaine née le 26 octobre 2005 à Oceanside, en Californie. Participante à la World Surf League à compter de 2022, elle en a remporté cinq étapes, deux en 2023 et trois en 2024. Elle est qualifiée pour l'épreuve féminine des Jeux olympiques d'été de 2024, organisés à Paris.